# 광산구
광산구(光山區)는 광주광역시의 서쪽에 있는 구이다.

## 역사

### 광산군
- 1935년 10월 1일 광주군 광주읍이 광주부로 승격되어 분리되고, 광주군을 광산군으로 개칭하였다.[3] (12면)
- 1937년 7월 1일 송정면이 송정읍으로 승격되었다.[4] (1읍 11면)
- 1949년 8월 14일 나주군 평동면, 삼도면, 본량면을 편입하였다. (1읍 14면) 광산군청을 광주시 대의동에서 송정읍 송정리로 이전하였다.
- 1955년 7월 1일 효지면, 석곡면, 극락면, 서방면이 광주시에 편입되었다.[5] (1읍 10면)
- 1958년 1월 1일 지산면, 대촌면, 서창면이 광주시에 편입되었다.[6] (1읍 7면)
- 1963년 1월 1일 광주시 서호동, 방하동, 신호동이 광산군 서창면으로, 광주시 송석동, 등룡동, 학승동이 광산군 대촌면으로 환원되었다.[7] (1읍 9면)

### 송정시
- 1986년 11월 1일 광산군 송정읍이 광주 주변의 위성도시로 성장함에 따라 송정시로 승격되었다.[8]

### 광산구
- 1988년 1월 1일 송정시와 광산군이 광주직할시에 편입되고, 광산구가 설치되었으며, 자치구로 승격하였다.[9]
- 1989년 4월 1일 : 대촌출장소 도촌동을 도금동으로, 비아출장소 도촌동을 도천동으로 개칭[10]
- 1990년 4월 1일 : 오산동을 오선동으로 개칭[11]
- 1995년 1월 1일 광주광역시 광산구가 되었다.
- 1995년 4월 20일 서창출장소가 서구에, 대촌출장소가 남구에 편입되었다.
- 1997년 6월 5일 비아출장소를 폐지하고 광산구 비아동, 신가동 및 첨단지소를 설치하였다.
- 1998년 10월 15일 출장소를 동으로 전환하였다. 송정3동을 송정2동으로, 용운동과 소촌동을 어룡동으로 합동하였다. (16행정동)
- 2002년 3월 25일 비아동을 첨단동으로 분동하였다. (17행정동)
- 2003년 6월 30일 첨단동을 첨단1동과 첨단2동으로, 신가동을 운남동으로 분동하였다. (19행정동)
- 2009년 9월 1일 신가동을 신창동으로 분동하였다.[12](20행정동)
- 2010년 9월 6일 신가동을 수완동으로 분동하였다.[13](21행정동)

## 행정 구역
광산구의 행정 구역은 79개의 법정동과 이것을 관리하는 21개의 행정동으로 구성되어 있다. 광산구의 면적은 222.916 km2이며, 인구는 2015년 12월을 기준으로 다음과 같다. 광산구 인구 중에 수완동이 거의 8만 명을 이루고 있다.

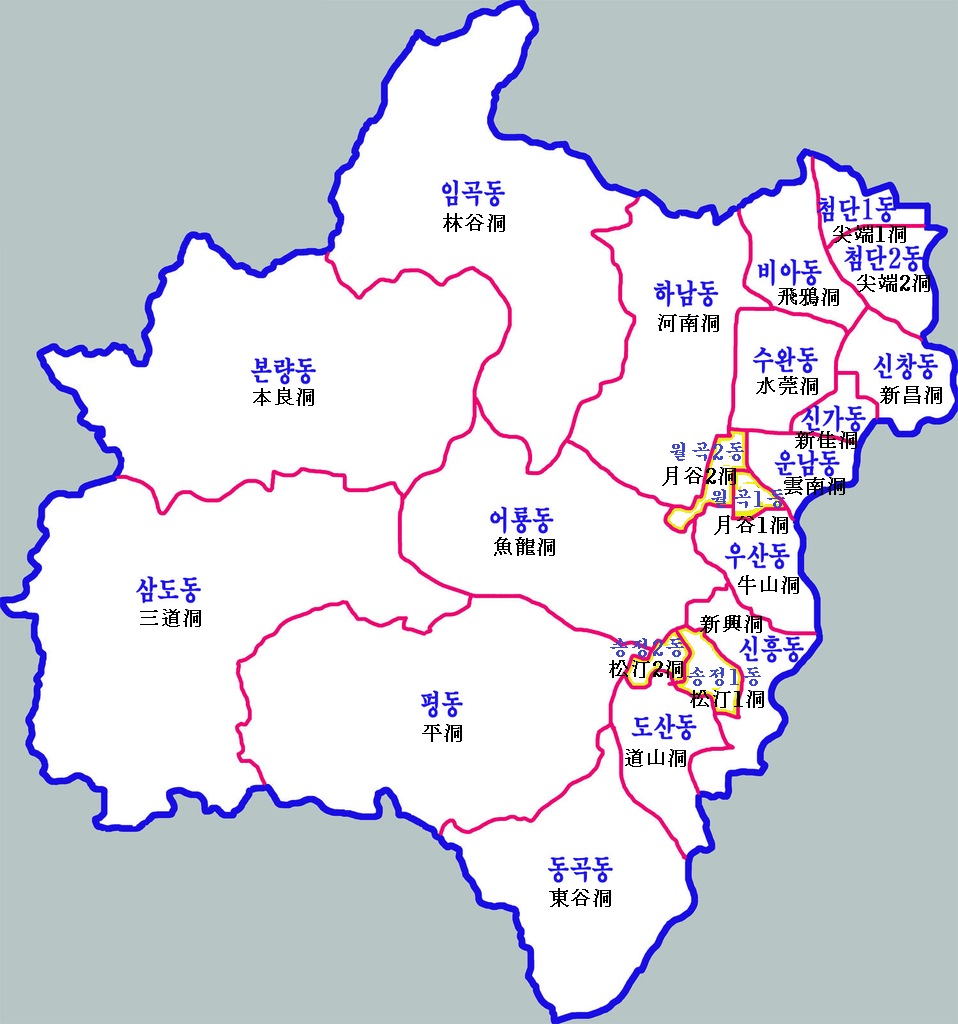
광주 광산구의 행정구역

| 행정동  | 한자    | 면적 (km2) | 세대    | 인구 (명) |
| ------- | ------- | ---------- | ------- | --------- |
| 송정1동 | 松汀1洞 | 1.43       | 4,516   | 11,607    |
| 송정2동 | 松汀2洞 | 1.14       | 2,906   | 6,390     |
| 도산동  | 道山洞  | 4.01       | 5,778   | 14,561    |
| 신흥동  | 新興洞  | 5.51       | 1,982   | 4,907     |
| 어룡동  | 魚龍洞  | 17.86      | 11,318  | 29,106    |
| 우산동  | 牛山洞  | 4.55       | 11,475  | 25,014    |
| 월곡1동 | 月谷1洞 | 0.86       | 5,467   | 13,781    |
| 월곡2동 | 月谷2洞 | 1.12       | 7,249   | 19,372    |
| 비아동  | 飛鴉洞  | 4.92       | 3,020   | 7,079     |
| 첨단1동 | 尖端1洞 | 2.22       | 7,405   | 24,178    |
| 첨단2동 | 尖端2洞 | 3.45       | 14,960  | 42,093    |
| 신가동  | 新佳洞  | 1.58       | 9,037   | 24,640    |
| 운남동  | 雲南洞  | 2.84       | 11,276  | 32,450    |
| 수완동  | 水莞洞  | 4.62       | 26,208  | 79,083    |
| 하남동  | 河南洞  | 15.41      | 6,814   | 19,660    |
| 임곡동  | 林谷洞  | 29.82      | 1,245   | 2,298     |
| 동곡동  | 東谷洞  | 16.29      | 1,005   | 2,089     |
| 평동    | 平洞    | 29.09      | 2,104   | 3,813     |
| 삼도동  | 三道洞  | 38.74      | 1,323   | 2,548     |
| 본량동  | 本良洞  | 33.48      | 1,170   | 2,206     |
| 신창동  | 新昌洞  | 3.98       | 11,994  | 33,878    |
| 광산구  | 光山區  | 222.91     | 148,252 | 400,753   |

## 인구
| 연도   | 총인구    | ; |
| ------ | --------- | - |
| 1990년 | 121,745명 |   |
| 1995년 | 169,605명 |   |
| 2000년 | 247,031명 |   |
| 2005년 | 306,188명 |   |
| 2010년 | 365,471명 |   |
| 2015년 | 411,722명 |   |

## 구청
- 현재 광산구청은 광주광역시 광산구 송정2동에 위치하고 있다.

## 교육 기관
- 사립대학교

|  | - 호남대학교 | - 광주여자대학교 | - 남부대학교 |

- 사립전문대학

|  | - 광주보건대학 |

- 고등학교

|  | - 전남공업고등학교 - 광주전자공업고등학교 - 광주자동화설비공업고등학교 - 광주소프트웨어마이스터고등학교 | - 정광고등학교 - 숭덕고등학교 - 광주진흥고등학교 - 광일고등학교 | - 명진고등학교 - 보문고등학교 - 동명고등학교 - 첨단고등학교 | - 운남고등학교 - 수완고등학교 - 장덕고등학교 - 성덕고등학교 |

- 특수학교

|  | - 광주인화학교 | - 광주선광학교 |

## 교통
- 항공: 광주공항에서 대한항공(제주), 아시아나항공(김포, 제주), 티웨이(제주) 여객기가 김포공항, 제주공항으로 연결하고 있다.
- 철도: 광주송정역은 호남선 용산↔목포간 열차의 필수정차역이며, 경전선의 시종착역이다.
- 도로: 무안-광주간 고속도로의 종점이 운수 나들목에 위치해 있고, 서광산 나들목이 평동에 위치해 있다. 호남고속도로 광산 나들목, 산월 나들목이 있다.  광주외곽순환고속도로 남광산 나들목이 있다. 1번 국도, 13번 국도, 22번 국도 등이 지난다

## 스포츠
- 남부대국제수영장
- 광주여대체조경기장

남부대국제수영장은 2015광주유니버시아에서 수영경기장으로 사용됐고 2019년 수영세계선수권에서 사용될 예정이다.

## 대형마트
- 이마트 광산점
- 롯데마트 수완점
- 롯데마트 첨단점
- 홈플러스 광주하남점
- 하나로클럽 광주점

## 교류 도시
광산구는 대한민국 4개 도시, 중화인민공화국 1개 도시 등 5곳[자매결연 4곳, 우호교류 협정 1곳]과 교류 관계를 맺고 있다.
- 교류 도시 목록[15]
  - 대구광역시 수성구: 2021. 9. 9. 자매결연
  - 부산광역시 동구: 1998. 10. 22. 자매결연
  - 경기도 이천시: 2004. 9. 14. 우호교류 협정
  - 경상남도 함양군: 2008. 12. 24. 자매결연
  - 중화인민공화국 톈진시(천진시) 진난구(진남구): 1997. 09. 22. 자매결연